# Leiurus quinquestriatus
Leiurus quinquestriatus je škorpijon iz družine debelorepov (Buthidae), znan tudi pod imenom pakistanski rumeni škorpijon ali izraelski puščavski škorpijon. Spada med najbolj strupene škorpijone na svetu.

## Telesne značilnosti in življenjski prostor
Je temno oranžno-rumene barve, povprečno pa meri okoli 6 cm v dolžino, največ do 10 cm. Živi v puščavah in grmičevju, življenjski prostor pa se razteza od Severne Afrike do Srednjega vzhoda.

### Navade in prehrana
Običajno se skriva v majhnih luknjah in pod kamni. V ujetništvu se hranijo z murni in drugimi žuželkami. So dokaj nemirni in agresivni, zato so priporočljivi le za najbolj izkušene skrbnike pajkovcev.

## Strupenost
L. quinquestriatus sodi med najbolj strupene škorpijone, saj znaša srednji smrtonosni odmerek (LD50) v miših okoli 0,25 mg/kg telesne teže, upoštevati pa je potrebno, da so ljudje občutljivejši od miši. Strupnina vsebuje poleg raznih encimov, kot je hialuronidaza, štiri različne nevrotoksine, in sicer klorotoksin, karibdotoksin, scilatoksin ter agitoksine.
Kot pri vseh škorpijonih se pri večini krajevno ob mestu pika pojavijo rdečina (eritem), oteklina (edem), bolečina in hiperestezija (pretirana občutljivost), v kratkem času po piku pa lahko še nevrološki in srčnožilni simptomi, npr. delirij, ataksija (nekoordiniranost gibov), zmedenost in nenormalno vedenje kot posledica delovanja na osrednje živčevje, pospešen srčni utrip (tahikardija), povišan srčni tlak (hipertenzija), pospešeno dihanje (tahipneja) ter pulmonarni edem kot posledica delovanja na avtonomno živčevje, lahko pa se pojavi tudi preobčutljivostna reakcija. Za rod Leiurus je nasplošno značilno, da se izrazijo predvsem učinki na srčnožilni sistem.
Pik omenjenega škorpijona se ob pojavu sistemskih učinkov obravnava kot urgentno stanje, zdravi pa se ga z visokimi odmerki protistrupa (antivenina). Ogrožena skupina so predvsem otroci, zaradi povečanega razmerja med količino strupnine in telesno težo.